# Циммерман, Маргарита Владимировна
Маргарита Владимировна Циммерман (?—1934) — российский педагог, одна из основательниц первой в городе Перми частной школы-гимназии. Средняя из трёх сестёр Циммерман, которые, по мнению краеведов, стали прототипами героинь пьесы Антона Павловича Чехова «Три сестры».

## Биография
Маргарита Владимировна родилась во второй половине XIX века в Перми в семье статского советника Владимира Ивановича Циммермана, старшего врача Александровской больницы. Окончила Мариинскую гимназию. В 1886 году совместно с сёстрами Оттилией и Эвелиной основала первую в Перми частную начальную школу, где потом преподавала иностранные языки.
Школа была открыта 22 сентября 1886 года и просуществовала до 1919 года. В 1903 году школа была преобразована в мужскую частную прогимназию с правительственной программой. В 1907 году — получила статус мужской частной гимназии с государственной программой. Среди выпускников школы были С. И. Шумский — профессор-отоларинголог, Г. Я. Голшмидт — профессор психиатрии, А. А. Кюнцель — основатель Пермского общества врачей-физиотерапевтов, Н. Н. Серебренников — основатель Пермской художественной галереи.
Бывший ученик гимназии А. А. Кюнцель так вспоминает о Маргарите Владимировне:

Учительницей немецкого языка была Маргарита Владимировна Циммерман, одна из хозяек гимназии, чрезвычайно добрая, простая и человеколюбивая женщина. Я не помню, чтоб, когда-либо видел её сердитой, всегда отзывчивая и скромная, она завоёвывала доверие окружающих

После ареста её сестры Оттилии в 1920 году, Маргарита Владимировна поселилась в доме её ученика, Владимира Попова и занималась воспитанием его детей, работала сторожем в церкви. Скончалась в 1934 году от воспаления лёгких и похоронена на Егошихинском кладбище.

## Память
5 октября 2006 года на лютеранском участке Егошихинского кладбища был открыт памятник сёстрам Циммерман в виде стелы из чёрного гранита.